# Де ла Крус, Даниэль
Даниэль Исаи де ла Крус (исп. Daniel Isai de la Cruz; род. 6 марта 2004, Кито) — эквадорский футболист, защитник клуба ЛДУ Кито.

## Клубная карьера
Де ла Крус — воспитанник клуба ЛДУ Кито. 4 августа 2024 года в матче против «Макары» он дебютировал в эквадорской Примере.

## Международная карьера
В 2023 году в составе молодёжной сборной Эквадора де ла Крус принял участие в молодёжном чемпионате Южной Америки в Колумбии. На турнире он сыграл в матчах против сборных Чили, Парагвая, Бразилии, Колумбии, а также дважды против Венесуэлы и Уругвая.
В том же году Минда принял участие в молодёжном чемпионате мира в Аргентине. На турнире он сыграл в матчах против команд США, Словакии, Фиджи и Южной Кореи.